# Фоджа
Фо̀джа (на италиански: Foggia) е град и община в Южна Италия, столица на едноименната провинция. Има население от 151 372 жители (към декември 2017 г.) и е главен град на равнината Таволиере, известна като „житницата на Италия“.

## История
Името на града идва от латинската дума „fovea“, означаваща яма – напомняне за ямите, в които са съхранявали някога житото. Близо до мястото на съвременния град се е намирала гръцката колония Argos Hippium. По-късно през IX век е издигнат сегашният град Фоджа.
Поради местоположението си в сеизмична област, градът няколко пъти е разрушаван от силни земетресения (1534, 1627 и 1731 г.). Бурбоните възстановяват града и дават тласък на икономическото му развитие, стимулирайки производството на жито, вместо в традиционното дотогава отглеждане на овце.

## Спорт
Местният футболен отбор се казва УС Фоджа и има 12 сезона в Серия А.